# Mohamed Abdullahi Mohamed Farmajo
Mohamed Abdullahi Mohamed, detto Farmajo (in somalo Maxamed Cabdulaahi Maxamed Farmaajo; Mogadiscio, 5 maggio 1962), è un politico somalo, Presidente della Somalia dal 16 febbraio 2017 al 23 maggio 2022.
Fu ambasciatore della Somalia negli Stati Uniti d'America dal 1985 al 1989. Dall'ottobre 2010 al giugno 2011 ha ricoperto la carica di Primo ministro della Somalia.
È soprannominato Farmajo, appellativo derivato dal termine italiano formaggio.

## Primo ministro
Il 14 ottobre 2010 il presidente Sharif Sheikh Ahmed nominò Farmajo come nuovo Primo Ministro, il quale ottenne la fiducia del Parlamento con la netta maggioranza di 297 voti su 392.
Da mesi, intanto, proseguiva lo scontro politico con il Presidente del Parlamento Sharif Hassan sull'indizione delle elezioni, che avrebbero dovuto tenersi a fine mandato, cioè ad agosto 2011, ma che Ahmed voleva posticipare. Il 9 giugno 2011 i due si accordarono a Kampala, capitale dell'Uganda, sotto la supervisione del Presidente ugandese Yoweri Museveni e dell'inviato speciale ONU in Somalia Augustine Mahiga. Con l'accordo i due politici decisero di posporre le elezioni ma, al contempo, di formare un nuovo governo. Gli analisti politici hanno ritenuto che Ahmed abbia sacrificato il Primo Ministro, il cui governo era molto stimato in Somalia ed all'estero, pur di frenare le ambizioni presidenziali di Hassan.
La notizia delle previste dimissioni del governo fece infuriare la popolazione somala, che aveva sempre sostenuto con sincerità il governo di Farmajo. Proteste scoppiarono in varie città: migliaia di civili, molti soldati ed alcuni parlamentari sfilarono per le strade di Mogadiscio, chiedendo le dimissioni di Ahmed e di Sharif Hassan e lo scioglimento del Parlamento per andare a nuove elezioni. La folla chiese che Farmajo restasse al proprio posto, e molti manifestanti lo descrissero come l'unico politico somalo onesto che si fosse visto negli ultimi anni. I dimostranti bruciarono simbolicamente alcune immagini di Mahiga, e chiesero al Segretario Generale delle Nazioni Unite Ban Ki Moon di sostituirla, in quanto Mahiga avallando l'accordo aveva contribuito a violare la sovranità nazionale somala. Furono attaccati anche alcuni hotel in cui alloggiavano dei parlamentari, e in tutto si contarono 5 morti. Ulteriori manifestazioni si tennero Gallacaio e a Beled Hawo. Proteste furono organizzate addirittura anche dalle comunità somale all'estero al Il Cairo, Nairobi, Johannesburg, Sydney, Londra, Roma, Stoccolma, Minneapolis e Toronto..
A Radio Mogadiscio Ahmed invitò l'esercito a gestire la situazione ma al contempo disse che avrebbe ascoltato le ragioni così fortemente espresse dai manifestanti. In una successiva conferenza stampa chiese l'immediato rilascio di tutti i dimostranti detenuti, ed annunciò l'inizio di un'inchiesta indipendente sui loro arresti. L'11 giugno Farmajo dichiarò che l'accordo di Kampala avrebbe dovuto essere presentato al Parlamento per essere discusso e valutato, in accordo con quanto stabilito dalla Costituzione, e che se il Parlamento lo avesse approvato lui si sarebbe dimesso senza problemi. Il giorno dopo Ahmed condannò le proteste definendole illegali ed ipotizzò che venissero finanziate da funzionari governativi; inoltre avvertì che i terroristi islamici di Al-Shabaab avrebbero potuto sfruttare le folle per compiere attentati.
In un'intervista del 16 giugno il sottosegretario del Ministero degli affari esteri italiano Alfredo Mantica ha espresso il suo supporto a Farmajo e la convinzione del governo italiano che l'accordo avrebbe dovuto essere rivisto dal Parlamento. Il sottosegretario ha inoltre lodato l'operato di Farmajo e la necessità di mantenerlo in carica per favorire la stabilità politica.
Il 19 giugno Farmajo si dimise da Primo Ministro. L'Accordo di Kampala prevedeva anche che il mandato del Presidente e del Parlamento fosse esteso di un anno, fino all'agosto 2012, e così si fece. Farmajo disse di essersi dimesso nell'interesse della Somalia, e ringraziò il suo esecutivo per il sostegno e l'impegno mostrato per favorire la sicurezza ed il buon governo del Paese. Abdiweli Mohamed Ali, Ministro della Pianificazione e della Cooperazione Internazionale sotto Farmajo, fu nominato il giorno dopo Primo Ministro ad interim; il 23 giugno sarebbe stato confermato in carica a titolo definitivo.
L'Accordo di Kampala e le dimissioni di Farmajo furono accolti con rabbia dall'opinione pubblica e da molti parlamentari. Le maggiori preoccupazioni riguardarono il possibile risorgere della corruzione politica ed amministrativa, problema di lunga data della Somalia per risolvere i quali Farmajo aveva fatto notevoli passi avanti. I parlamentari garantirono la loro compatta opposizione ad oltranza all'accordo. Inoltre, numerosi osservatori hanno notato come l'accordo fosse per il governo un clamoroso passo falso, ed offrisse ai ribelli islamisti antigovernativi del sud del Paese la possibilità di approfittare della corruzione e della scarsa credibilità del governo, per incrementare le proprie conquiste territoriali e reclutare un maggior numero di uomini. Ciò soprattutto a causa dell'ingerenza dell'Uganda, intervenuta pesantemente nell'accordo in un modo a dir poco problematico, un precedente che avrebbe potuto inaugurare altre future intromissioni di Paesi stranieri nella politica nazionale somala. Non a caso i terroristi islamici di Al-Shabaab denunciarono l'accordo come una prova del fatto che il Paese fosse controllato dall'Uganda ed un mero piano per costringere Farmajo alle dimissioni. Gli islamisti ribadirono di non voler riconoscere il governo di Ahmed e di voler cacciare dal paese le truppe ugandesi dell'AMISOM.
Alla fine, il 28 giugno Ahmed ritirò l'accordo ancor prima di sottoporlo al Parlamento, benché avesse già provocato le dimissioni di Farmajo e l'estensione della legislatura.

## Presidente della Repubblica
L'8 febbraio 2017 viene eletto dal Parlamento presidente della Repubblica. Al primo turno di votazione, svoltosi nello stesso giorno, Farmajo aveva ottenuto 72 voti, contro gli 88 per il presidente uscente Hassan Sheikh Mohamud, i 49 per Sharif Sheikh Ahmed, presidente dal 2009 al 2012, e i 37 per Omar Abdirashid Ali Sharmarke, Primo ministro in carica. Al ballottaggio, Farmajo conquista 184 voti, contro i 97 per il presidente uscente e i 45 per Sheikh Ahmed. Entra in carica il 16 febbraio successivo.
Nel dicembre 2018, 92 parlamentari presentarono una mozione di impeachment nei confronti del presidente Farmajo: secondo i suoi detrattori, egli avrebbe stipulato segretamente trattati internazionali con Etiopia ed Eritrea in materia di accesso ai porti e di cooperazione, nonché in ambiti riservati dalla Costituzione alla competenza degli Stati federali. La mozione è stata tuttavia respinta.